# 大野治長
大野治長（1569年—1615年6月4日），安土桃山時代至江戶時代前期的武將。豐臣氏家臣。父親是大野定長。母親是大藏卿局。

## 生平
在永祿12年（1569年）於京都出生，家中長男。因為母親大藏卿局是豐臣秀吉的側室淀殿的乳母，被秀吉立為約3千石的馬迴眾。天正17年（1589年），成為和泉國佐野和丹後國大野合併1萬石的大名。文祿3年（1594年），協助伏見城的普請。
在秀吉死後，以側近的身份仕於豐臣秀賴。慶長4年（1599年），發生德川家康暗殺事件，被當作首謀者之一而被問罪，被流放到下野國。翌年（1600年），在關原之戰中，因為加入東軍並立下武功，被家康赦免。戰後，被家康命令向豐臣家送出自己「對豐臣家沒有敵意」（豊臣家への敵意なし）的書簡，此後再沒有返回江戶，並留在大坂。
慶長19年（1614年）6月，與片桐且元的弟弟貞隆一同受家康建議，得到秀賴加增5千石，作為回禮，與貞隆一同前往駿府探訪大御所家康，之後再訪問江戶的將軍德川秀忠。
在豐臣家的家老片桐且元被流放後，於是成為豐臣家中的主導。此後，豐臣家內部以主戰派為主流，並從各地召來浪人，大坂冬之陣亦隨之開始。慶長20年（1615年），在大坂夏之陣中，以將軍秀忠的女兒（秀賴的正室）千姬為使者，以自己切腹為條件，為秀賴母子請求饒命，不過被無視，與秀賴一同在大坂城的山里曲輪自殺，被讚賞「大野修理負起責任並在最後切腹。自身的覺悟無可比擬」（（『春日社司祐範記』））。享年47歲。

## 人物
- 向古田織部學習茶道。

## 與淀殿私通
在當時已有治長與淀殿私通的傳言。根據內藤隆春在慶長4年10月1日向內藤元家送出的書狀記載：
「一，秀賴大人的女中大藏卿，二子名為大野修理（治長），與豐賴大人的母親（淀殿）私通，應一同死去，不過宇喜多拘留修理，一同死去，逃到高野江，（後略）」
同様記述在『多聞院日記』和姜沆的『看羊錄』中亦有出現。因此，在江戶時代的『明良洪範』中，秀賴被當作並非秀吉的實子，而是治長和淀殿的兒子。

## 登場作品
電視劇
- 『葵德川三代』（NHK大河劇，2000年，演員：保坂尚輝）
- 『江～公主們的戰國～』（NHK大河劇，2011年，演員：武田真治）
- 『真田丸』（NHK大河劇，2016年，演員：今井朋彦）
- 『怎麼辦家康』（NHK大河劇，2023年，演員：玉山鐵二）

## 外部連結
- 武家家伝＿大野氏 （页面存档备份，存于）